# 板状筋
板状筋（ばんじょうきん、英語: splenius muscle）は、長背筋のうち、後頸の深層に位置する筋肉である。頭板状筋と頸板状筋の2部に分けられる。頸椎および胸椎の棘突起を起始とし、外側上方に向かって走り、側頭骨乳様突起、後頭骨および頸椎に付着する。
片側が作用すると、その方向に首が回転し、両側が作用すると顔が上に向く。
緊張型頭痛に関連する筋肉の一つである。